# Vergine, e di nome Maria
Vergine, e di nome Maria è un film del 1975 diretto da Sergio Nasca con colonna sonora di Sante Maria Romitelli.
Il film fu sequestrato per vilipendio alla religione e successivamente ridistribuito con il titolo Malía.

## Trama
In una baraccopoli alla periferia di Torino vivono Maria e la madre Anna. La giovane Maria soffre di crisi epilettiche periodiche, a seguito di una malcurata patologia neurologica. Nell'ambiente in cui le due donne vivono regna l'ignoranza e la superstizione. Per questo motivo, molti degli abitanti della baraccopoli evitano di avvicinare Maria e Anna, nella convinzione che la ragazzina, affetta da disturbi nervosi, possa essere in contatto con entità negative. Maria e Anna vivono, quindi, isolate e in povertà.
Quando Maria risulta essere incinta, la popolazione si interroga sull'avvenimento. Nessuno può avere avuto rapporti con Maria, visto che sia la madre sia la ragazzina vivevano completamente isolate da tutti i vicini. Secondo Anna, inoltre, la figlia sarebbe vergine. In quel luogo superstizioso e limitato culturalmente, presto si diffonde la voce che Maria è portatrice di una sorta di immacolata concezione e che le crisi epilettiche che la caratterizzavano altro non erano che un segno della sua santità.
Dapprima evitate come la peste, da quel momento Maria e Anna vengono avvicinate da tutti gli abitanti del luogo, in cerca di grazie e miracoli. Anche la televisione locale si occupa del fenomeno fomentando sempre più la credulità popolare. Anna sfrutta l'avvenimento e, in svariate occasioni, invita nella sua baracca amici e vicini. Durante le visite ingenera le crisi epilettiche a Maria, sottoponendola a piccole scosse elettriche per mezzo del filo della corrente di una lampada difettosa. Sottoposta alla scossa, Maria va incontro a crisi epilettiche sempre più frequenti. Nel momento in cui la ragazza è colta da epilessia, gli invitati osannano il cielo e gridano al miracolo, rilasciando offerte e oboli ad Anna che, in questo modo, finisce col risollevare la sua precaria situazione economica.
Durante una delle riunioni, però, Maria va incontro a una crisi epilettica più forte delle precedenti e solo il pronto intervento di un medico salva la vita alla ragazzina. Solo alla fine si scopre che Maria fu messa incinta da Rocco, ragazzo subnormale che frequenta la baraccopoli. Gli abitanti del luogo si sentono presi in giro. Una folla di persone aggredisce Anna durante una processione dedicata a Maria e la stessa Maria, fino a qualche minuto prima venerata come una santa, viene inseguita dalla folla che la costringe ad abortire a sassate.